# 筆談
筆談（ひつだん）とは、通常であれば会話できる距離にいる人との間で、発話によってではなく、互いに文字を書いて意思を伝えあうこと。

## 使用状況
筆談は直接の会話が成り立たたないか、直接の会話を避けるべき特殊な状況下において用いられる。

### 障害者
筆談の典型例としては、聴覚障害者や重度の吃音、咽喉に病気がある者など発話が不自由な者が、手話によらずに会話をするために使用される。文字が読めれば意思疎通が可能であるが、道具が必要であることと文字を書く手間により手話より速度が劣る弱点がある。
病院などの公共施設や路線バスなどの公共交通機関には、筆談具（筆談器、筆談ボード）が設置されていることも多い。
21世紀には、タブレット用の「筆談アプリ」が開発されている。タブレットには音声認識機能があるため、聴覚障害者はタブレット画面に指で文字を書き、健聴者が発話した言葉を自動的に文字に変換して画面に表示するということもでき、よりスムーズに会話ができるようになった。また、離れた場所にいる聴覚障害者同士がインターネット経由で、指で書いた文字で会話することもできる。
日本の刑事裁判では、手話が使えない被告人が陳述する場合に、紙やタブレット端末を用いた筆談が採用されている。

### 音声言語が苦手な人
方言が強い人や、別言語話者同士のコミュニケーションにも用いられる。読み書きはできるが会話・ヒアリングができない場合、筆談で意思疎通を図るといったことがよく行われる。

### 音声が使えない状況下
このほか、筆談は電話やラジオ番組進行中のやり取りや、静粛が求められる環境下、盗聴が疑われる環境下など、音声での会話を避けるべき特殊な状況下においても用いられる。
スキューバダイビングの場合には水中となることから、磁石のペンでなぞるとそこが黒くなるボード（お絵かきボード）などが用いられる。

## 漢字による別言語話者の筆談
中華人民共和国やシンガポール、中華民国（台湾）では、漢字を理解する者が多いため、日本人が漢字で書いても通じる場合があるが、日本語と中国語によって、漢語表記の差異が激しい（例えば「湯」の字は、日本語では「温めた水」という意味だが、中国語普通話では「スープ」の意味である）。近代以前の筆談は、共通文語（＝漢文）の知識の上で行われたため、通用性が高いが、現代の筆談は、それぞれの国の国語に含まれている漢語の語彙にもとづくものであるため、相手国の言語について理解できなければ、単語の域に限られる。
また現代は文字改革が行われたため、中華人民共和国やシンガポールで主流の文字は簡体字、中華民国（台湾）と香港やマカオは繁体字、日本では新字体と異なっている。日本で作られた和製漢字や朝鮮で作られた朝鮮国字も同様に通じない。
かつては朝鮮半島やベトナムでもこの手法が使えたが、漢字を理解できる人は非常に少なくなっている。現在の大韓民国や朝鮮民主主義人民共和国では、表音文字のハングルが使われ、漢字の使用は珍しく、また漢字教育をほとんど受けていない世代もいる。ベトナム社会主義共和国では、クオック・グーによるアルファベット表記が一般的になっている。

### 各国の漢語表記の差異
| 英語                     | 日本語 | 朝鮮（韓国）語 | 中国語                   | ベトナム語   |
| ------------------------ | ------ | -------------- | ------------------------ | ------------ |
| letter                   | 手紙   | 片紙           | 信、書信                 | 書信 書辭    |
| tissue                   | 塵紙   | 休紙           | 草紙、廁紙、衛生紙、手紙 | 紙衛生       |
| gift                     | 贈り物 | 膳物           | 禮物                     | 𧵟贈         |
| bill                     | 勘定   | 計定           | 賬户                     | 財款         |
| dining table             | 食卓   | 食卓           | 餐桌                     | 柈𩛖         |
| cheque                   | 小切手 | 手票           | 支票                     | 支票         |
| name card, business card | 名刺   | 名銜、啣       | 名片、名刺               | 名帖         |
| maid                     | 女中   | 食母           | 女傭                     | 𠊛執役       |
| prohibit                 | 禁止   | 禁止           | 禁止                     | 事禁斷       |
| cancel                   | 取消   | 取消           | 取消                     | 挅𠬃         |
| study                    | 勉強   | 工夫           | 學習                     | 學習         |
| mathematics              | 数学   | 數學           | 數學                     | 算學         |
| very                     | 大変   | 大端           | 非常、十分               | 過、𫇐、無窮 |
| prisoner                 | 囚人   | 囚徒           | 囚犯、囚徒               | 囚人、罪人   |
| side room                | 脇部屋 | 舍廊、斜廊     | 側房                     | 房髂         |

### 日本と中国と北朝鮮・韓国の漢字の使われ方
| 漢字 | 日本語での意味             | 朝鮮（韓国）語での意味 | 中国（北京）語での意味 |
| ---- | -------------------------- | ---------------------- | ---------------------- |
| 彼   | 彼（かれ）                 | （あの、あちら）       | 相手                   |
| 他   | 他（ほか）                 | （ほか）               | 彼、ほか               |
| 鮎   | あゆ                       | なまず                 | なまず                 |
| 鰹   | かつお                     | カムルチー             | おおうなぎ             |
| 萩   | はぎ                       | カワラヨモギ           | よもぎ                 |
| 何時 | なんじ、いつ               | いつ                   | いつ                   |
| 工夫 | よい考えや方法を見つけ出す | 勉強                   | 時間                   |

### 繁体字と簡体字と新字体との差異
| 康熙字典体 | 繁体字     | 繁体字 | 簡体字 | 新字体 | 解説                                        |
| 康熙字典体 | 台湾の字形 | 新字形 | 新字形 | 新字体 | 解説                                        |
| ---------- | ---------- | ------ | ------ | ------ | ------------------------------------------- |
| 對         | 對         | 對     | 对     | 対     | 簡略化のわずかな差                          |
| 寫         | 寫         | 冩     | 写     | 写     | 簡略化のわずかな差                          |
| 窻         | 窗         | 窗     | 窗     | 窓     | 簡略化のわずかな差                          |
| 鬭         | 鬥         | 鬦     | 斗     | 闘     | 簡略化のわずかな差                          |
| 處         | 處         | 處     | 处     | 処     | 簡略化のわずかな差                          |
| 圓         | 圓         | 圓     | 圆     | 円     | 簡: 部分の簡化、新体: 記号化                |
| 澤         | 澤         | 澤     | 泽     | 沢     | 簡: 単純簡化、新体: 複雑部の置換            |
| 廣         | 廣         | 廣     | 广     | 広     | 新形: 減画、簡: 削除、新体: 記号化          |
| 過󠄁         | 過         | 過     | 过     | 過     | 新形: 減画+筆画交換、簡: 記号化、新体: 減画 |
| 龜         | 龜         | 龜     | 龟     | 亀     | 残存部（日）の数                            |

### 実例
僧の河口慧海は中国人に偽装して清朝末期チベットに潜入したが、中国語の筆談はできても会話はできなかったため、福州出身なので北京語がわからないといって乗り切った。
ジャーナリストの丸山静雄は、ベトナムへ取材に行った際、現地のベトナム人と筆談を行ったことがある。以下は丸山静雄の『インドシナ物語』より引用。

### 偽中国語
- 主にインターネット上のテキストを介したコミュニケーションに置いて、漢字かな混じりの日本語文を仮名を排した漢字だけで一見すると中国語文のように表現して成立する会話や文を、その使用愛好者の一部が偽中国語と呼び、さらに中国語使用者でもその意味をおおむね解することができるということが話題に上ることがある[6][7]。
- 例：「貴方明日何処行？」（日本語文：あなたは明日どこに行きますか？）[7]、（現代中国語文（簡体字）：你明天去哪里？）